# Women Warrior White Rose

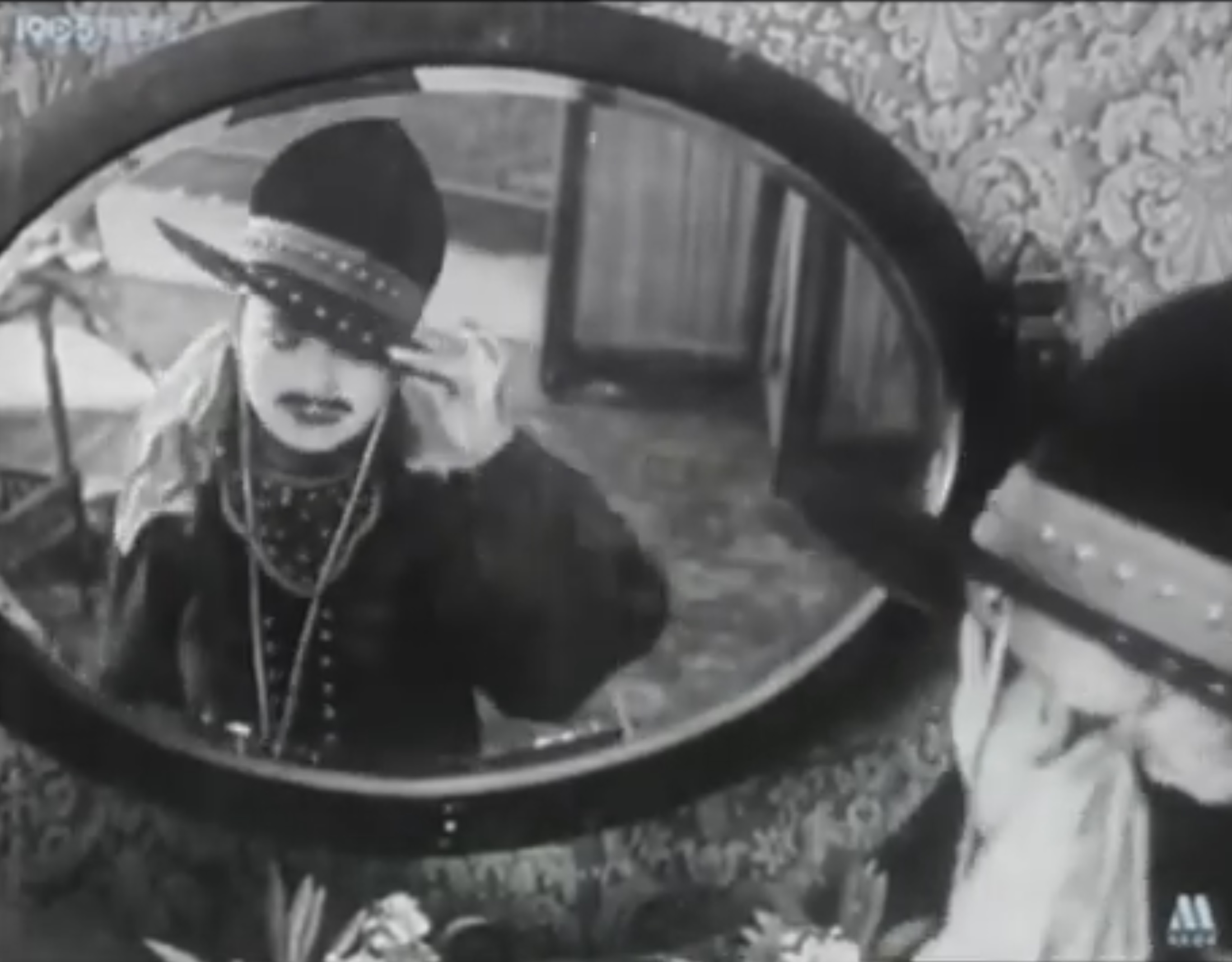
Imatge del film

Women Warrior White Rose (xinès simplificat:  女侠白玫瑰; pinyin:  Nǚ Xiá Bái Méiguī).  S'ha traduït a l'anglès com The Valiant Girl White Rose, o com Valiant Girl Nicknamed White Rose. Pel·lícula muda xinesa de l'any 1929, del gènere wuxia (arts marcials) amb intertítols en xinès i anglès.Produïda per Huaju Film Company i dirigida Zhang Huimin. D'una durada de 100 minuts només s'han conservat 28 minuts, En els crèdits del film els noms del director i del productor també s’indiquen escrits amb els seus pseudònims anglesos . 

## Trama
Bai Suying (interpretada per Wu Suxin), una dona experta en boxa i arts marcials, coneguda com l'"heroïna de la Rosa Blanca". El seu pare, Bai Shiqing, va tenir un problema  amb la seva explotació ramadera al nord de la Xina que va ser  confiscada per una banda local dirigida per Pan Debiao. Per ajudar-lo, va escriure al seu fill , el germà de la Bai Suying, però el germà va caure d'un cavall i no va poder anar-hi,  així que Suying va decidir anar-hi ella, i donar suport al seu pare, disfressant-se d'home, amb un bigoti postís. Bai Shiqing havia estat fora de casa durant diversos anys i ja no recordava com era el seu fill, així i esperava que el seu fill fos un home fort. No obstant això, la filla, Suying va demanar competir amb Pan i va mostrar excel·lents maneres en arts marcials, i finalment va poder recuperar la granja.
Durant aquest procés, Suying es va enfrontar amb el guerrer Wu Zhiyuan moltes vegades i es va generar una relació sentimental entre tots dos. Pan és el benefactor de Zhiyuan. Per tal de pagar-li, Zhiyuan insisteix en competir amb Suying, però durant molt de temps no s'ha decidit el guanyador. Durant una competició, Suying va ser apunyalada al front per Zhiyuan; el seu mocador va caure i tothom va descobrir que Suying era en realitat una dona. Zhiyuan també va reconèixer que aquesta dona era la seva estimada, i els dos finalment es van casar.
Es pot veure a Bilibili

## Repartiment
| Actor / Actriu | Paper                         |
| -------------- | ----------------------------- |
| Wu Suxin       | Bai Suying (la Dona Guerrera) |
| Shen Lixia     | Sra. Sun                      |
| Gao Guanhao    | You San                       |
| Shi Juefei     | Bai Shiqing                   |
| Zhou Juanhong  | Hu (pastor)                   |
| Sheng Xiaotian | Pan Debiao                    |
| Ding Huashi    | Sra. Niu                      |
| Ling Pengfei   | Pan (magnat)                  |
| Chen Enpei     | Pan Jie                       |
| Ruan Shengduo  | Wu Zhiyuan                    |